# Aron Rappaport
Aron Moses Rappaport (1904–1992) cseh-kanadai patológus és élettanász volt, akit a máj mikroanatómiája terén végzett úttörő munkásságáról ismertek el. Leginkább a máj acinus modell finomításáról ismert, amely a májszövetek vérellátáson és anyagcsere-aktivitáson alapuló funkcionális osztályozását biztosította. Kutatásai jelentősen előmozdították a máj keringésének és a betegségfolyamatokra gyakorolt hatásának megértését.

## A kezdetek
Aron Moses Rappaport 1904-ben született a bukovinai Szeretvásáron, az Osztrák-Magyar Monarchiában. A Prágai Német Egyetemen szerzett orvosi diplomát 1929-ben, majd Németországban és Franciaországban sebészeti képesítést szerzett. A második világháború alatt Romániában praktizált orvosként. 1948-ban Kanadába emigrált, ahol Charles Best, az inzulin társfelfedezőjének kutatási asszisztenseként dolgozott. A kísérleti szív- és érrendszeri sebészet iránti érdeklődése a máj mikrokeringésének tanulmányozására késztette, és 1952-ben doktorátust szerzett.

## Tudományos karrier
Rappaportot 1955-ben nevezték ki a Torontói Egyetem élettan professzorává. Tudományos pályafutása nagy részét a Torontói Egyetemen töltötte, ahol a májkeringés, a portális hipertónia és a májzsugor vezető kutatója volt. Nyugdíjba vonulása után is a Sunnybrook Health Sciences Centre vezető kutatójaként dolgozott tovább. 1990-ben a Sunnybrook (korábban Sunnybrook Kórház) mikrocirkulációs kutatólaboratóriumát az ő tiszteletére nevezték el.

## Kutatás
Rappaport legjelentősebb hozzájárulása a hepatológiához a máj acinus modell, amelyet a Marcello Malpighi által 1666-ban először leírt korábbi koncepciók továbbfejlesztéseként vezetett be. Modellje a májparenchymát funkcionális egységekbe sorolja a portális triászból származó vérellátáshoz való közelségük alapján:
- 1. zóna (periportális zóna): A legtöbb oxigénnel telített vért kapja, és elsősorban az oxidatív anyagcseréért és a glükoneogenezisért felelős.
- Zóna 2 (középső zóna): Átmeneti rész, közepes oxigénellátottsági és metabolikus aktivitással rendelkezik.
- Zóna 3 (centrilobularis zóna): A legkevésbé oxigéndús vért kapja, így érzékenyebb az iszkémiás károsodásra és a toxikus sérülésekre.

Rappaport modellje hatszögletes lebenyenként hat acinus jelenlétét hangsúlyozta, amelyek egy központi portális traktus körül helyezkednek el, amely a májkapugyűjtőér, a májverőér és az epevezeték ágait tartalmazza. Bevezette a "Mall-csomópontok" fogalmát, utalva azokra a területekre, ahol az ellentétes portális és májerek kapillárisokban végződnek. Injekciós vizsgálatai vizuális bizonyítékot szolgáltattak arra, hogy ezek a mikrokeringési egységek hogyan lépnek kölcsönhatásba egymással.

## Fordítás
Ez a szócikk részben vagy egészben  az   Aron Rappaport című angol Wikipédia-szócikk ezen változatának fordításán alapul.  Az eredeti cikk szerkesztőit annak laptörténete sorolja fel. Ez a jelzés csupán a megfogalmazás eredetét és a szerzői jogokat jelzi, nem szolgál a cikkben szereplő információk forrásmegjelöléseként.